# Eirian Williams

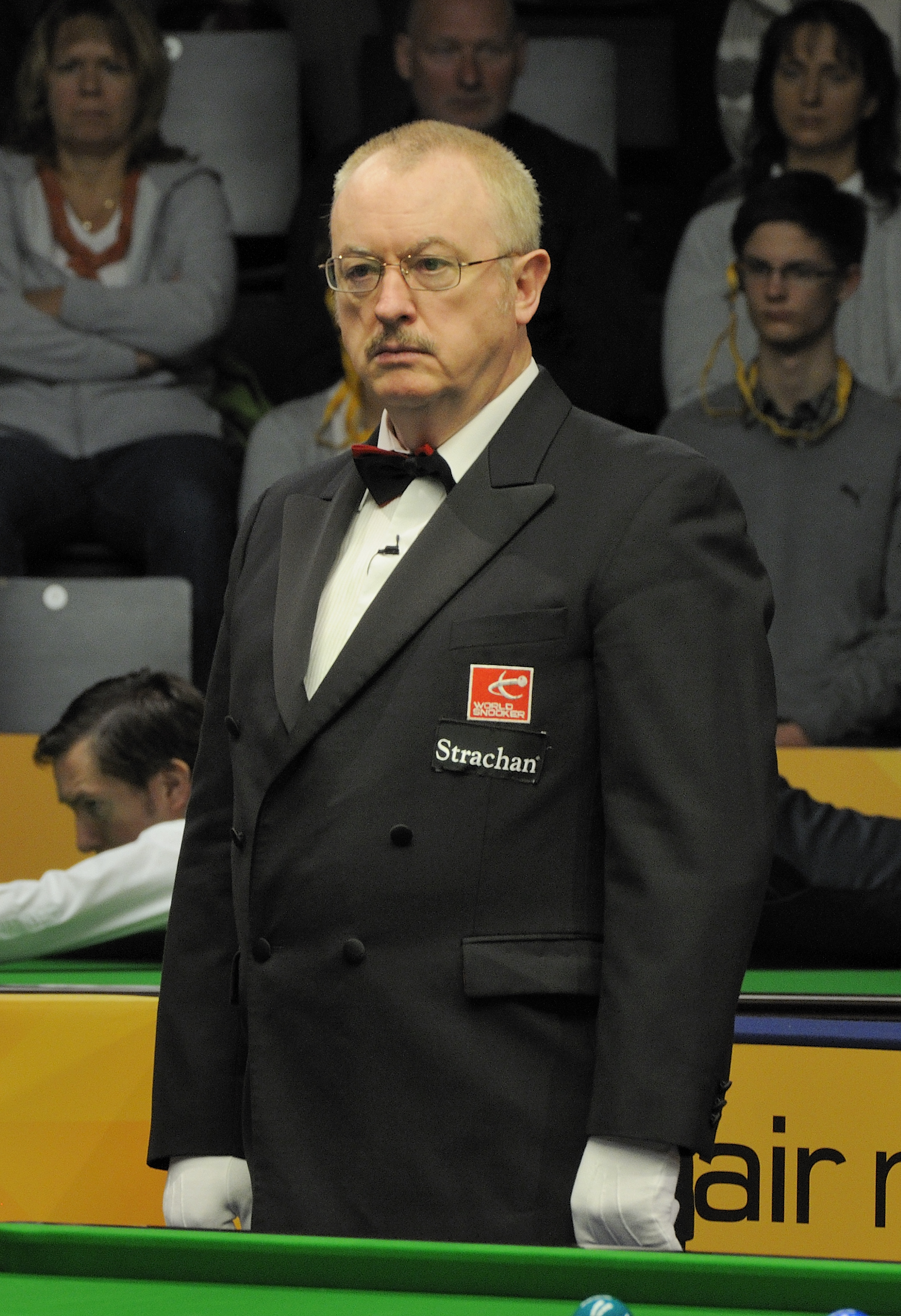
Eirian Williams (2013)

Eirian Williams, född 3 september 1955 i Carmarthen, är en walesisk fd snookerdomare.
Williams var tidigare polis till yrket, men drog sig tillbaka 1993. Mellan 1991 - 2014 dömde han matcher på den professionella snookertouren. Hans första final i en rankingturnering var Welsh Open 1998, då Paul Hunter slog John Higgins i finalen, det var Hunters första rankingtitel.
Sedan dess har Williams dömt ett stort antal rankingfinaler, och 2001 fick han det finaste uppdrag en snookerdomare kan få, att döma VM finalen i The Crucible Theatre. Detta har han senare fått göra vid ytterligare tre tillfällen, senast VM 2010.
Williams talar flytande walesiska och spelar ofta pool för en klubb på fritiden.